# 桃樂絲的秘密
《桃樂絲的秘密》（英語：Dolores Claiborne）是1992年由史蒂芬·金所著的驚悚小說。也是1992年美國的暢銷小說，桃樂絲的秘密不是使用史蒂芬·金平時慣用的寫作風格，在各段落之間並沒有章節。而在書中完全是以桃樂絲的觀點，用一種獨白的方式來告訴我們她的一生。
繁體中文版由新雨出版社於2002年出版。

## 劇情大綱
故事是從桃樂絲·克萊彭接受警方的偵詢開始，桃樂絲在故事的一開始了變直接告訴警方，她沒有殺掉她有錢的雇主薇拉·唐納文。然而桃樂絲卻道出，她在三十年前殺掉了她的丈夫喬·聖喬治。桃樂絲接著便以「自白」的方式陳述她的一生，從他與雇主的關係，至她的婚姻問題。
史蒂芬·金大多數的作品較著重於超自然與驚悚，但這部作品的核心則是在心靈。

## 連結到史蒂芬·金的相關著作
- 本書的虛構地點小高島，也是1999年的電視電影《史蒂芬金之世紀風暴》（金負責編劇）的背景地點。電影中，桃樂斯在一次對話中被提及。
- 史蒂芬·金的短篇小說《待產》（收錄於小說集《惡夢工廠》）的故事背景也設在小高島。
- 故事中提到耶路撒冷鎮，是長篇小說《撒冷地》，和短篇小說《耶路撒冷鎮》（又譯《耶路撒冷鎮的羅德》、《耶路撒冷之籤》）和《岔路》的故事背景。
- 故事中多次提到蕭山克監獄，《麗塔海華絲與蕭山克監獄的救贖》中的監獄。

## 電影改編
桃樂絲的秘密在1995年被改編成電影，由凱西·貝茲(Kathy Bates)、珍妮佛·傑森·李(Jennifer Jason Leigh)、克里斯多福·普盧默(Christopher Plummer)、大衛·史崔森(David Strathairn )和約翰·C·雷利(John C. Reilly)主演，導演由泰勒·哈克佛德(Taylor Hackford)擔任。

## 外部連結
- Stephen King Book Review Dolores Claiborne